# Real-time Control System

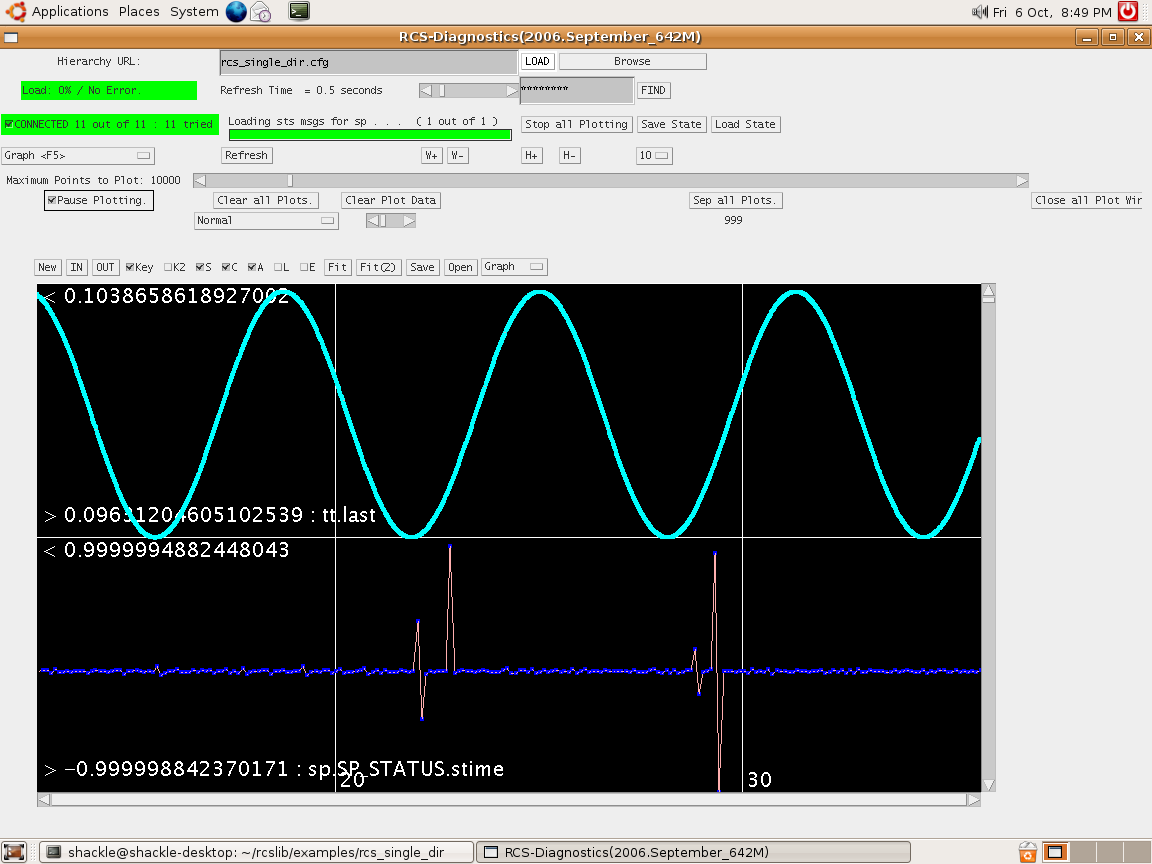
Phần mềm hệ thống điều khiển thời gian thực.

The Real-time Control System  (RCS) là một hệ thống phần mềm được phát triển bởi NIST dựa trên Kiến trúc mô hình tham chiếu Real-time Control System để thực thi một Hệ thống điều khiển phân cấp nói chung. Thư viện phần mềm RCS là một kho lưu trữ mã nguồn, script, công cụ, makefiles và tài liệu C++, Java và Ada miễn phí, được phát triển để hỗ trợ các lập trình viên của phần mềm này được sử dụng trong các hệ thống điều khiển thời gian thực (đặc biệt là những người sử dụng Kiến trúc Mô hình Tham chiếu dành cho Thiết kế các hệ thống thông minh).

## Giới thiệu
RCS đã được sử dụng trong sản xuất tự động, robotic và nghiên cứu phương tiện tự động tại NIST. Phần mềm này bao gồm một thư viện C ++ và các công cụ cấu hình và GUI được viết bằng nhiều ngôn ngữ phần mềm khác nhau. Thư viện Phần mềm này cung cấp các công cụ RCS sau đây:
- Công cụ Chẩn đoán dựa trên Java RCS: Một công cụ được viết dưới dạng một applet java cho phép các lập trình viên xem trạng thái và gửi lệnh tới bất kỳ mô-đun RCS nào.
- Hướng dẫn Công cụ Chẩn đoán dựa trên Java RCS: Hướng dẫn cách tạo ứng dụng để sử dụng với công cụ chẩn đoán.
- Công cụ thiết kế RCS: Một công cụ được viết dưới dạng một applet java cho phép các lập trình viên tạo ra các ứng dụng RCS bằng đồ họa và tạo ra mã nguồn.
- Hướng  dẫn về công cụ thiết kế RCS: Hướng dẫn cách xây dựng các ứng dụng bằng công cụ RCS-Design.
- RCS Data Plotter: Một applet Java trình diễn dữ liệu trên biểu đồ Descartes hoặc biểu đô Cực, đọc trong thời gian thực hoặc từ một tệp văn bản.
- Giao diện Socket cho NML: Mô tả cách kết nối trực tiếp với máy chủ NML bằng cách sử dụng trực tiếp các socket.Thông tin này cũng sẽ hữu ích cho các ngôn ngữ khác trong đó giao diện client NML của C ++ không có sẵn.
- Thư viện RCS Posemath: Một thư viện các lớp đại diện cho các vị trí, phép quay và bản dịch trong nhiều hệ thống tọa độ khác nhau và các hàm để cộng / trừ / nhân / chia / chuyển đổi chúng. Để biết thêm thông tin về posemath, bạn cũng có thể muốn xem: Ví dụ về Posemath của Karl Murphy
- Tiện ích cấp dưới của Thư viện RCS: Mô tả nhiều tiện ích cấp thấp hơn được sử dụng để tạo các thành phần NODE, CMS và NML của Thư viện RCS nhưng có thể hữu ích cho riêng chúng. Bao gồm tính giờ, semaphores, danh sách liên kết, in ấn, và các chức năng cửa sổ.
- Hướng dẫn cài đặt thư viện RCS: Cung cấp hướng dẫn để nhận và tạo Thư viện RCS.
- Chức năng phiên bản thư viện RCS: Tài liệu cho một số chức năng để xác định tại thời gian chạy phiên bản của thư viện RCS bạn đang sử dụng.

## Các ứng dụng RCS
- Robocrane - RCS điều khiển một cần cẩu có sáu bậc tự do. Nó kết hợp cảm biến xúc giác, tiệm cận và thị giác.
- Next Generation Inspection System - RCS điều khiển một Máy đo tọa độ, với các cảm biến bao gồm đầu dò cảm ứng analog, camera video và máy định tầm laser.
- Xe tự hành thông minh - RCS điều khiển một nhóm xe tự hành, ở một cấp độ phối hợp cao chuyển động của chúng, và một cấp độ thấp điều khiển tay lái, van tiết lưu và phanh của chúng. Các cảm biến bao gồm một hệ thống định vị quán tính và GPS vi sai.
- Enhanced Machine Controller, hoặc EMC - một dự án nghiên cứu NIST trong phần mềm CNC sử dụng RCS.

## ĐỌC THÊM
- Albus, JS Kiến trúc mô hình tham chiếu 4-D / RCS cho mặt bằng không người lái phương tiện. Trong G Gerhart, R Gunderson, và C Shoemaker, biên tập viên, Kỷ yếu của Phiên họp SPIE AeroSense về Công nghệ xe không người lái, khối lượng 3693, trang 11–20, Orlando,
- Albus, JS Hệ thống kiểm soát thời gian thực NIST, Khảo sát ứng dụng Lưu trữ ngày 12 tháng 9 năm 2006 tại Wayback Machine
- Gazi, V., Moore, ML, Passino, KM, Shackleford, WP, Proctor, FM, Albus, JS, Sổ tay RCS, Công cụ cho các hệ thống kiểm soát thời gian thực Phát triển phần mềm, John Wiley và Sons, New York, 2001.

## Các liên kết ngoài
- Tổng quan về RCS
- Thư viện Hệ thống kiểm soát thời gian thực (RCS) của NIST: Các công cụ để phát triển hệ thống điều khiển Lưu trữ ngày 10 tháng 9 năm 2006 tại Wayback Machine
- Thư viện phần mềm RCS